# Ford LTD

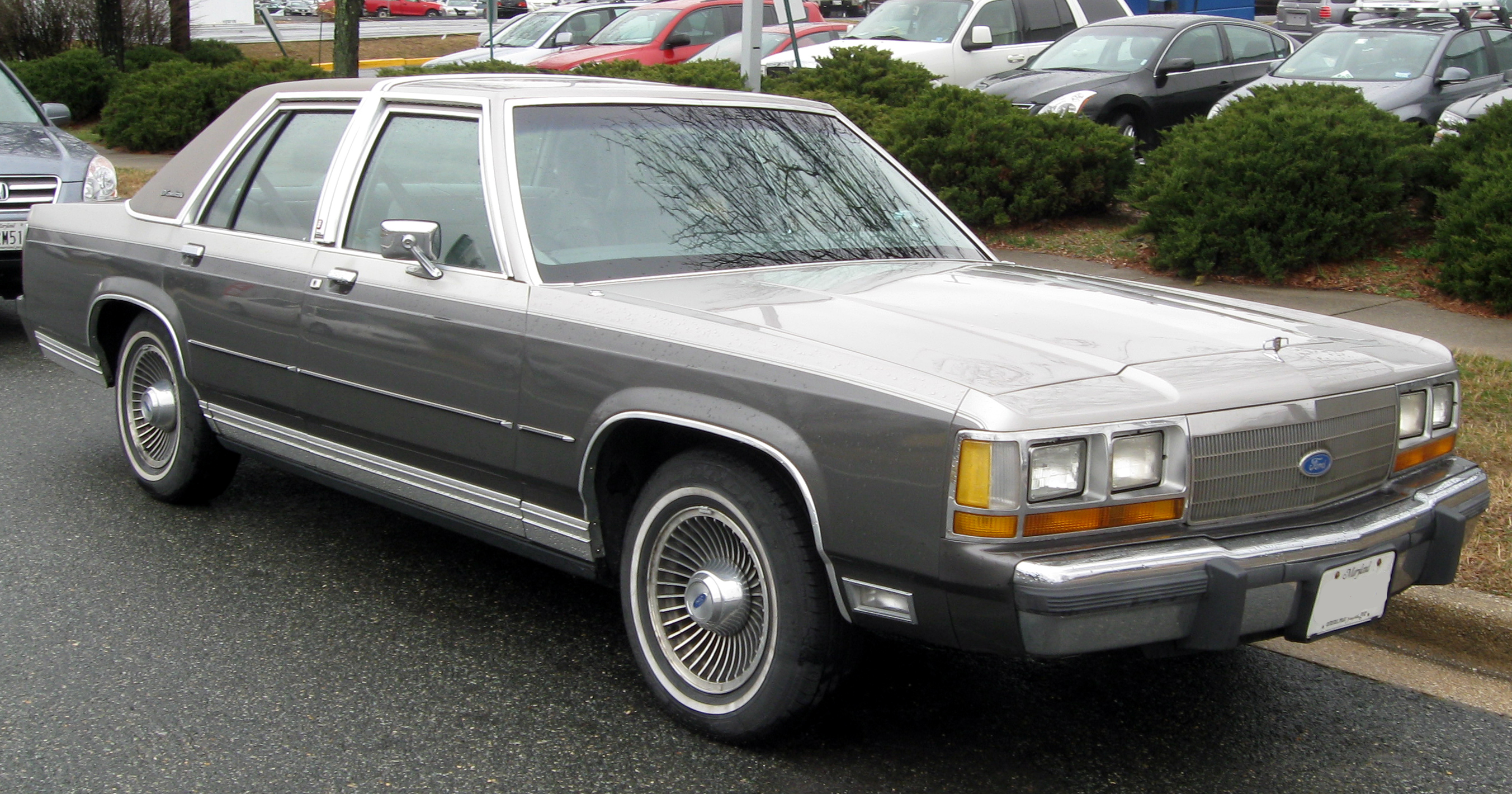
Ford LTD Crown Victoria av årsmodell 1988-91

Ford LTD är en bilmodell som introducerades 1965 som en lyxigare variant av Ford Galaxie. 1974 utgick Galaxie, och LTD blev då mer av en basmodell (de enklaste versionerna såldes dock ännu under namnet Ford Custom 500).
Under tidigt 80-tal bytte LTD namn till LTD Crown Victoria, och namnet LTD användes då i stället ett par år på en mindre bil, nämligen ersättaren till den Amerikanska Ford Granadan. Den versionen av LTD kom dock själv att ersättas av Ford Taurus efter bara ett par år.
När den nya ovala karossen kom 1992 försvann namnet LTD och bilen hette nu bara Ford Crown Victoria. Kombivarianterna av Ford LTD har ofta sålts under namnet Ford Country Squire.
Åren 1977-79 såldes även en något kompaktare bil kallad Ford LTD II.